# Renick James
Renick James, (* 21. srpna 1987) je belizský olympionik, zápasník–judista. V roce 2016 obrdžel pozvánku od tripartitní komise k účasti na olympijských hrách v Riu, kde vypadl v úvodním kole.